# Bibio (chi ruồi)
Bibio là một chi ruồi trong họ Bibionidae.

## Các loài
- B. abbreviatus Loew, 1864
- B. albipennis Say, 1823
- B. alexanderi James, 1936
- B. alienus McAtee, 1923
- B. anglicus Verrall, 1869
- B. anposis Hardy, 1968
- B. articulatus Say, 1823
- B. atripilosa James, 1936
- B. baltimoricus Macquart, 1855
- B. brunnipes (Fabricius, 1794)
- B. bryanti Johnson, 1929
- B. carolinus Hardy, 1945
- B. carri Curran, 1927
- B. castanipes Jaennicke, 1867
- B. clavipes Meigen, 1818
- B. cognatus Hardy, 1937
- B. columbiaensis Hardy, 1938
- B. curtipes James, 1936
- B. edwardsi Freeman & Lane, 1985
- B. elmoi Papp, 1982
- B. femoralis Meigen, 1838
- B. femoratus Wiedemann, 1820
- B. ferruginatus (Linnaeus, 1767)
- B. flavissimus Brunetti, 1925
- B. fluginata Hardy, 1937
- B. flukei Hardy, 1937
- B. fraternus Loew, 1864
- B. fulvicollis Gimmerthal, 1842
- B. fumipennis Walker, 1848
- B. gineri Gil Collado, 1932
- B. graecus Duda, 1930
- B. handlirschi Duda, 1930
- B. holtii McAtee, 1922
- B. hortulanus (Linnaeus, 1758)
- B. hybridus Haliday, 1833
- B. illaudatus Hardy, 1961
- B. imitator Walker, 1835
- B. imparilis Hardy, 1959
- B. johannis (Linnaeus, 1767)
- B. kansensis James, 1936
- B. knowltoni Hardy, 1937
- B. labradorensis Johnson, 1929
- B. lanigerus Meigen, 1818
- B. laufferi Strobl, 1906
- B. lautaretensis Villeneuve, 1925
- B. lepidus Loew, 1871
- B. leucopterus (Meigen, 1804)
- B. lobata Hardy, 1937
- B. longipes Loew, 1864
- B. macer Loew, 1871
- B. marci (Linnaeus, 1758)
- B. melanopilosus Hardy, 1936
- B. mickeli Hardy, 1937
- B. monstri James, 1936
- B. necotus Hardy, 1937
- B. nigrifemoratus Hardy, 1937
- B. nigripilus Loew, 1864
- B. nigriventris Haliday, 1833
- B. obediens Osten Sacken, 1881
- B. painteri James, 1936
- B. pallipes Say, 1823
- B. picinitarsis Brulle, 1832
- B. pingreensis James, 1936
- B. plecioides Osten Sacken, 1881
- B. pomonae (Fabricius, 1775)
- B. reticulatus Loew, 1846
- B. rufalipes Hardy, 1937
- B. rufipes (Zetterstedt, 1838)
- B. rufithorax Wiedemann, 1828
- B. rufitibialis Hardy, 1938
- B. sericata Hardy, 1937
- B. siculus Loew, 1846
- B. siebkei Mik, 1887
- B. sierrae Hardy, 1960
- B. similis James, 1936
- B. slossonae Cockerell, 1909
- B. striatipes Walker, 1848
- B. tenella Hardy, 1937
- B. thoracicus Say, 1824
- B. townesi Hardy, 1945
- B. tristis Williston, 1893
- B. utahensis Hardy, 1937
- B. varipes Meigen, 1830
- B. velcida Hardy, 1937
- B. velorum McAtee, 1923
- B. venosus (Meigen, 1804)
- B. vestitus Walker, 1848
- B. villosus Meigen, 1818
- B. xanthopus Wiedemann, 1828
- B. xuthopteron Hardy, 1968

Danh sách này không đầy đủ, bạn cũng có thể giúp mở rộng danh sách.